# Либурни
Либурни (лат. Liburni) су венетско-илирско племе које је живјело на Кварнеру и у северној Далмацији на подручју данашње Хрватске између ријека Арсиа (данас Раша) и Титиуса (данас Крка). Западно од њих у Истри живели су Хистри, сјеверно у залеђу Јаподи, а источно Далмати. Били су вјешти поморци и бродоградитељи. Римљани, а по свој прилици и Грци примили су од њих многе вјештине бродоградитељства. Бродица либурна био је лаган, брз и великих маневарских способности.